# Сельское поселение Кошки
Сельское поселение Кошки — муниципальное образование в Кошкинском районе Самарской области.
Административный центр — село Кошки.
численность населения на 2013 год = 1000,65

## Административное устройство
В состав сельского поселения Кошки входят:
- село Кошки,
- железнодорожная станция Погрузная.